# Ліґнови-Шляхецькі
Ліґнови-Шляхецькі (пол. Lignowy Szlacheckie, нім. Adlig Liebenau, 1942–45 Adligliebenau) — село в Польщі, у гміні Пельплін Тчевського повіту Поморського воєводства.
Населення — 743 особи (2011).
У 1975-1998 роках село належало до Гданського воєводства.

## Демографія
Демографічна структура станом на 31 березня 2011 року:
|          | Загалом | Допрацездатний вік | Працездатний вік | Постпрацездатний вік |
| -------- | ------- | ------------------ | ---------------- | -------------------- |
| Чоловіки | 372     | 89                 | 257              | 26                   |
| Жінки    | 371     | 86                 | 222              | 63                   |
| Разом    | 743     | 175                | 479              | 89                   |